# Meadville (Pennsylvanie)
Pour les articles homonymes, voir Meadville.
La ville de Meadville est le siège du comté de Crawford, situé dans le Commonwealth de Pennsylvanie, aux États-Unis,.

## Démographie
| Groupe            | Meadville | Pennsylvanie | États-Unis |
| ----------------- | --------- | ------------ | ---------- |
| Blancs            | 90,6      | 81,9         | 72,4       |
| Afro-Américains   | 5,0       | 10,9         | 12,6       |
| Métis             | 2,7       | 1,9          | 2,9        |
| Asiatiques        | 1,1       | 2,8          | 4,8        |
| Autres            | 0,3       | 2,4          | 6,2        |
| Amérindiens       | 0,2       | 0,2          | 0,9        |
| Total             | 100       | 100          | 100        |
|                   |           |              |            |
| Latino-Américains | 1,7       | 5,7          | 16,7       |

Selon l'American Community Survey, pour la période 2011-2015, 95,39 % de la population âgée de plus de 5 ans déclare parler l'anglais à la maison, 1,22 % déclare parler une langue polynésienne, 0,86 % une langue chinoise, 0,75 % l'espagnol et 1,77 % une autre langue.

## Personnalités liées à la ville
- Meghan Allen (en), mannequin.
- Sharon Stone, actrice.
- John Joseph Bittner (en), biologiste.
- Cameron Carpenter, organiste, compositeur, improvisateur et showman.
- Ernestine Cobern Beyer (en), poète.
- George Washington Cullum, militaire.
- Samuel Bernard Dick (en), homme politique.
- Todd Erdos (en), joueur de baseball.

## Source de la traduction
- (en) Cet article est partiellement ou en totalité issu de l’article de Wikipédia en anglais intitulé « Meadville, Pennsylvania » (voir la liste des auteurs).

1. ↑  (en) « Meadville, Pennsylvanie (PA) detailed profile » [« Données sur Meadville, Pennsylvanie »], sur le site city-data.com (consulté le 19 août 2018).
2. ↑  (en) « Meadville (Pennsylvanie) », Geographic Names Information System.
3. ↑  (en) « Meadville, PA Population - Census 2010 and 2000 », sur censusviewer.com.
4. ↑  (en) « Population of Pennsylvania - Census 2010 and 2000 », sur censusviewer.com.
5. ↑  (en) « American FactFinder - Results », sur factfinder.census.gov (consulté le 26 mars 2017)